# 모토토마리군
모토도마리군(일본어: 元泊郡)는 일본이 지배하던 시기의 사할린에 있던 군이다. 법적으로는 1949년 6월 1일, 국가 행정 조직법 시행에 따라 폐지되었다. 다음의 1개의 정, 2개의 촌을 포함한다.
- 모토도마리 촌
- 호요리 촌
- 시루토루 정